# Agrypon alpinum
Agrypon alpinum là một loài tò vò trong họ Ichneumonidae.